# Зайцев, Евгений Владимирович (богослов)
Евгений Владимирович Зайцев (род. 3 ноября 1955, Ростовская область) — российский протестантский богослов, религиовед, библеист, преподаватель, врач и общественный деятель. Доктор богословия, кандидат философских наук. В 2000—2003 годах — ректор Заокской духовной академии, в 2003−2009 годах — ректор Заокского христианского гуманитарно-экономического института, в настоящее время директор Института библейских исследований Церкви христиан-адвентистов седьмого дня (ЦАСД) – Евро-азиатское отделение объединенной Генеральной конференции Церкви адвентистов седьмого дня; с 2015 года — директор Института перевода Библии имени М. П. Кулакова. Автор 10 книг и более 100 научных статей.

## Биография
Родился 3 ноября 1955 года в п. Тарасовка Ростовской области, СССР, в семье священнослужителя Церкви АСД. Является членом Церкви христиан адвентистов седьмого дня  в четвёртом поколении. Отец — Владимир Степанович, и дед были служителями адвентистской церкви; мать — Клара Филипповна, швея, преподавала на курсах «Дизайн одежды». Жена —  Валентина Алекесеевна Зайцева, работает библиотекарем. Дети: Олег, Евгений и Пётр.
В 1978 году закончил Горьковский государственный медицинский институт по специальности «педиатрия».
После окончания медицинского института работал врачом-педиатром в Калинине, Ясногорске, Туле.
В 1985 году был приглашён на служение в церкви. Занимался работой с молодёжью, был молодёжным руководителем Российского союза Церкви адвентистов седьмого дня.
В 1988 году оставил медицинскую практику, получив приглашение на преподавательскую работу от Заокской духовной семинарии. В том же году стал пастором в Церкви адвентистов седьмого дня.
Помимо медицинского образования получил богословское образование. Получил магистра гуманитарных наук по религиоведению и доктора философии в Эндрюсском университете, защитив в 1998 году диссертацию по теме «Учение В. Лосского о теозисе». В том же году получил степень кандидата философских наук представив эту же диссертацию в ВАК РФ по теме «Учение Владимира Лосского о теосисе и его роль в богословском диалоге христиан Запада и Востока» . Также получил магистра общественного здоровья в Университете Лома Линда.
Был ректором Заокской духовной академии.
В 2003−2009 года — ректор Заокского христианского гуманитарно-экономического института.
В настоящее время директор Института библейских исследований и директор Института перевода Библии им. М. П. Кулакова.
Активно участвует в различных мероприятиях, диспутах и научно-практических конференциях.
Автор десяти книг и монографий , (актуального историко-богословского исследования «Диалог с православным верующим») и более 100 научных статей. К примеру, книга Е. В. Зайцева «Учение В. Лосского о теозисе», раскрывающая учение и взгляды Владимира Лосского, одного из ярких мыслителей православного богословия XX века, вызвала отклик и дискуссии среди протестантских и православных учёных. Вызванный интерес данного исследования Е. В. Зайцева выражен в отдельных статьях и на различных сайтах.

## Научные труды

### Монографии
- Зайцев Е. В. Учение В. Лосского о теозисе. — М.: Библейско-богословский институт святого апостола Андрея, 2007. — 296 с. (Богословские исследования : серия). ISBN 5-89647-170-X

### Статьи
на русском языке
- Зайцев Е. В. Понятие о теозисе в Западной богословской традиции // Богословский вестник. — № 3. — 2000. — С. 89-98.
- Зайцев Е. В. 2 Петра 1:4 — два подхода к истолкованию // Богословский вестник. — № 4. — 2001. — С. 98-111.
- Зайцев Е. В. 1888 год — к вопросу о всеобщем покаянии // Пастырь добрый. — № 3. — 2001. — С. 34-45.
- Зайцев Е. В. Церковь традиционная или нетрадиционная? Адвентисты седьмого дня в России // Адвентистский вестник. — № 2. — 2001. — С. 40-46.
- Зайцев Е. В. Храня истину, люби иноверца // Теперь время. — № 3. — 2001. — С. 23-25.
- Зайцев Е. В. О соотношении Писания и Предания // Пастырь добрый. — № 5. — 2002. — С. 6-19.
- Зайцев Е. В. Познание Бога: две модели // Религия, богословие, толерантность. Под ред. З. Кабурич. Новый Сад, 2002. — С. 19-30.
- Зайцев Е. В. Духовные учебные заведения и воспитание толерантности // Религия, богословие, толерантность. Под ред. З. Кабурич. Новый Сад, 2002. — С. 131—136.
- Зайцев Е. В. Богослужение в перспективе ветхозаветного опыта богопоклонения // Материалы научной конференции «Протестантское богослужение: проблемы и перспективы», под ред. В. С. Ляху и И. В. Лобанова. Заокский, 2002. — С. 11-26.
- Зайцев Е. В. О взаимодействии светского и религиозного образования // Свобода совести — важное условие гражданского мира и межнационального согласия. Материалы международной конференции. — Москва, 27-28 ноября 2002. — С. 197—202.
- Зайцев Е. В. Основные богословские положения церкви АСД. Здоровье человека и народа // Основы социального учения Церкви Христиан Адвентистов Седьмого Дня в России. — Москва, 2003.
- Зайцев Е. В. Церковь АСД в первые годы советской власти // Пастырь добрый. — № 6. — 2003. — С. 36-45.
- Зайцев Е. В. Как воспитать взаимоуважение и толерантность // Толерантность в культуре, этнических и межконфессиональных отношениях: Материалы межрегиональной научно-практической конференции (Курган, 3 декабря 2002 г.). — Курган: Изд-во Курганского государственного университета, 2003. — С. 33-38.
- Зайцев Е. В. Церковь АСД в период массовых репрессий 30-х годов // Пастырь добрый. — № 7. — 2004. — С. 24-39.
- Зайцев Е. В. Светский характер государственных и муниципальных образовательных учреждений в России: конституционно-правовые основы и организационное обеспечение // Протестантизм и протестанты в России: прошлое, настоящее, будущее: Материалы научно-практической конференции (Заокский, 5-6 мая 2004 г.). — Заокский, 2004. — С. 319—334.
- Зайцев Е. В. Социальное служение церкви АСД: к вопросу о патриотизме // Протестантизм в Евразии: гражданское согласие, толерантность и патриотизм (к 60-летию победы над фашизмом): Материалы ХII международной научно-практической конференции (Заокский, апрель 2005 г.). — Заокский, 2005. — С. 32-41.
- Зайцев Е. В. Анализ библейских корней теозиса в трудах Владимира Лосского в контексте диалога между западной и восточной христианскими традициями // Материалы Первой международной научно-богословской конференции "Духовность в христианской традиции (Н. Новгород, октябрь 2005). — Н. Новгород, 2006. — С. 187—202.
- Зайцев Е. В. Роль духовных образовательных учреждений в развитии толерантного сознания // Материалы научно-практической конференции "Свобода религии, нравственность и ответственность в российском обществе (Москва, 21 декабря 2005 г.). — Москва, 2006. — С. 240—248.
- Зайцев Е. В. К вопросу о социально-экономической роли современного российского протестантизма // Межрегиональная научно-практическая конференция «Общенациональные программы России, их социально-экономическое и организационно-правовое обеспечение» (Тула, 18-19 апреля 2006 г.). — Тула, 2006. — С. 20-28.
- Зайцев Е. В. Клерикализация власти как фактор дестабилизации государственно-конфессиональных отношений // Материалы ХIII Международной научно-практической конференции "Протестантизм в системе государственно-конфессиональных отношений в современной России (к 100-летию российского парламентаризма) (Заокский, 25-26 апреля 2006 г.)
- Зайцев Е. В. К вопросу о Святом Духе // Альфа и Омега. № 1(23). — 2006. — С. 44-49.
- Зайцев Е. В. Адвентисты седьмого дня в России: Церковь традиционная или нетрадиционная? // Свобода совести в России: исторический и современный аспекты. Выпуск 3. Сборник статей. — Москва: Российское объединение исследователей религии. — 2006. — С. 225—242.
- Зайцев Е. В. Религиозно-культурная идентичность российского протестантизма // Религия в самосознании народа (религиозный фактор в идентификационных процессах), стр. 183—216 / Отв. ред. М. П. Мчедлов — М.: Институт социологии РАН, 2008. — 415 с.
- Зайцев Е. В. Роль светской школы в формировании толерантного сознания в условиях поликонфессионального общества // Материалы научно-практической конференции «Свобода религии и права человека» (Москва, 7 декабря 2006 г.) / Москва, 2007. — С. 189—195.
- Зайцев Е. В. Человеческая личность и стратегия национальных проектов // Материалы IV вузовской научно-практической конференции «Социально-экономические отношения в современной России в контексте общенациональных программ» (Заокский, 14 апреля 2007 г.) / Заокский, 2007. — С. 6-16.
- Зайцев Е. В. Понятие «секта» в историко-богословском контексте // Религия и право. — 2015. — № 4. — С. 9—14.

на других языках
- Eugene Zaitsev. Comparing Scripture and Tradition. // In Cosmic Battle For Planet Earth, ed. Ron du Preez and Jiri Moskala, 253—274. Berrien Springs, MI: Andrews University, 2003.
- Eugene Zaitsev. Understanding the Eastern Orthodox Church. // Dialogue 20:2 (2008): 32-34.